# U-228 (tàu ngầm Đức)
U-228 là một tàu ngầm tấn công  Lớp Type VII thuộc phân lớp Type VIIC được Hải quân Đức Quốc Xã chế tạo trong Chiến tranh Thế giới thứ hai. Nhập biên chế năm 1942, nó đã thực hiện được sáu chuyến tuần tra, không đánh chìm được tàu bè nào nhưng đã bắn rơi hai máy bay đối phương. U-228 bị hư hại do đợt không kích của Không quân Hoàng gia Anh xuống cảng Bergen, Na Uy vào ngày 5 tháng 10, 1944 và bị loại bỏ sau đó.

## Thiết kế và chế tạo

### Thiết kế

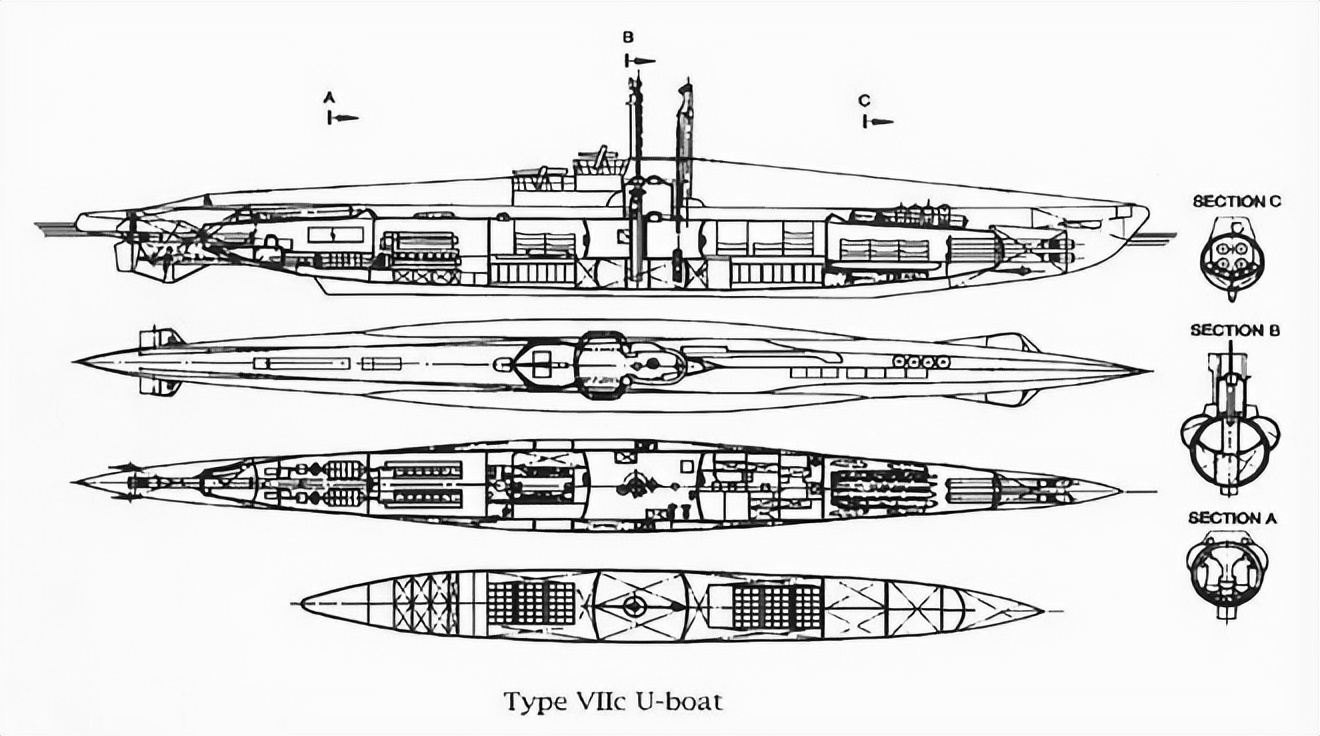
Sơ đồ các mặt cắt một tàu ngầm Type VIIC

Phân lớp VIIC của Tàu ngầm Type VII là một phiên bản VIIB được kéo dài thêm. Chúng có trọng lượng choán nước 769 t (757 tấn Anh) khi nổi và 871 t (857 tấn Anh) khi lặn). Con tàu có chiều dài chung 67,10 m (220 ft 2 in), lớp vỏ trong chịu áp lực dài 50,50 m (165 ft 8 in), mạn tàu rộng 6,20 m (20 ft 4 in), chiều cao 9,60 m (31 ft 6 in) và mớn nước 4,74 m (15 ft 7 in).
Chúng trang bị hai động cơ diesel Germaniawerft F46 siêu tăng áp 6-xy lanh 4 thì, tổng công suất 2.800–3.200 PS (2.100–2.400 kW; 2.800–3.200 bhp), dẫn động hai trục chân vịt đường kính 1,23 m (4,0 ft), cho phép đạt tốc độ tối đa 17,7 kn (32,8 km/h), và tầm hoạt động tối đa 8.500 nmi (15.700 km) khi đi tốc độ đường trường 10 kn (19 km/h). Khi đi ngầm dưới nước, chúng sử dụng hai động cơ/máy phát điện AEG GU 460/8–27 tổng công suất 750 PS (550 kW; 740 shp). Tốc độ tối đa khi lặn là 7,6 kn (14,1 km/h), và tầm hoạt động 80 nmi (150 km) ở tốc độ 4 kn (7,4 km/h). Con tàu có khả năng lặn sâu đến 230 m (750 ft).
Vũ khí trang bị có năm ống phóng ngư lôi 53,3 cm (21 in), bao gồm bốn ống trước mũi và một ống phía đuôi, và mang theo tổng cộng 14 quả ngư lôi, hoặc tối đa 22 quả thủy lôi TMA, hoặc 33 quả TMB. Tàu ngầm Type VIIC bố trí một hải pháo 8,8 cm SK C/35 cùng một pháo phòng không 2 cm (0,79 in) trên boong tàu. Thủy thủ đoàn bao gồm 4 sĩ quan và 40-56 thủy thủ.

### Chế tạo
U-228 được đặt hàng vào ngày 7 tháng 12, 1940, và được đặt lườn tại xưởng tàu của hãng Friedrich Krupp Germaniawerft tại Kiel vào ngày 18 tháng 10, 1941. Nó được hạ thủy vào ngày 30 tháng 7, 1942, và nhập biên chế cùng Hải quân Đức Quốc Xã vào ngày 12 tháng 9, 1942 dưới quyền chỉ huy của Hạm trưởng, Đại úy Hải quân Erwin Christophersen.

## Lịch sử hoạt động

### 1943

#### Chuyến tuần tra thứ nhất
U-228 khởi hành từ Kiel vào ngày 29 tháng 3, 1943 cho chuyến tuần tra đầu tiên trong chiến tranh. Nó băng qua khe GIUK giữa quần đảo Faroe và Iceland để đi đến hoạt động tại vùng biển Bắc Đại Tây Dương về phía Tây Ireland ([[Khu vực Tiếp cận phía Tây]). Chiếc tàu ngầm không đánh chìm được mục tiêu nào, nên kết thúc chuyến tuần tra và đi đến cảng St. Nazaire bên bờ biển Đại Tây Dương của Pháp vào ngày 29 tháng 3.

#### Chuyến tuần tra thứ hai
U-228 xuất phát từ càng St. Nazaire vào ngày 4 tháng 5 cho chuyến tuần tra thứ hai, để hoạt động tại vùng biển giữa Bắc Đại Tây Dương. Trong vịnh Biscay lúc 10 giờ 50 phút ngày 7 tháng 5, nó bị một máy bay ném bom Handley Page Halifax thuộc Liên đội 58 Không quân Hoàng gia Anh (RAF) bắn phá và thả sáu quả mìn sâu tấn công, khiến chiếc tàu ngầm chịu một số hư hại và làm bị thương một sĩ quan và một thủy thủ. Chiếc Halifax bị hỏa lực phòng không của chiếc tàu ngầm bắn rơi. Đến 19 giờ 40 phút ngày 8 tháng 7, ở vị trí về phía Tây Bồ Đào Nha, nó bị một thủy phi cơ PBY Catalina thuộc Liên đội 210 RAF bắn phá, nhưng không bị hư hại. U-228 kết thúc chuyến tuần tra và đi đến cảng Lorient cùng bên bờ biển Đại Tây Dương của Pháp vào ngày 19 tháng 7.

#### Chuyến tuần tra thứ ba
Sau khi di chuyển qua lại giữa các căn cứ Lorient và Brest, Pháp vào cuối tháng 9 và đầu tháng 10, U-228 xuất phát từ Brest vào ngày 23 tháng 10 cho chuyến tuần tra thứ ba, và hoạt động trong vùng biển Bắc Đại Tây Dương về phía Tây Bồ Đào Nha. Nó kết thúc chuyến tuần tra tại cảng Bordeaux, Pháp vào ngày 20 tháng 12.

### 1944

#### Chuyến tuần tra thứ tư
Trong giai đoạn từ ngày 24 tháng 2 đến ngày 26 tháng 3, U-228 có một số chuyến tuần tra ngắn trong vịnh Biscay từ các căn cứ Bordeaux, 
La Pallice tại La Rochelle, và St. Nazaire.

#### Chuyến tuần tra thứ năm
Vào đúng ngày lực lượng Đồng Minh tiến hành Chiến dịch Overlord đổ bộ lên Normandy 6 tháng 6, 1944, U-228 cũng khởi hành từ St. Nazaire cho chuyến tuần tra thứ năm trong vịnh Biscay. Nó bị một máy bay ném bom Short Sunderland thuộc Liên đội 228 RAF tấn công vào ngày 11 tháng 6, nhưng hỏa lực phòng không của U-228 đã bắn rơi máy bay đối phương. kết thúc chuyến tuần tra và quay trở về St. Nazaire vào ngày 16 tháng 6.

#### Chuyến tuần tra thứ sáu
Việc lực lượng Đồng Minh đổ bộ lên lục địa Châu Âu bắt đầu đe dọa đến sự an toàn của các căn cứ U-boat bên bờ biển Đại Tây Dương của Pháp, nên các tàu ngầm dần dần được cho rút lui về các cảng Na Uy và khu vực biển Baltic. Vì vậy U-228 xuất phát từ St. Nazaire cho chuyến tuần tra thứ sáu vào ngày 12 tháng 8. Nó hoạt động tại Khu vực Tiếp cận phía Tây trước khi kết thúc chuyến tuần tra tại cảng Bergen, Na Uy vào ngày 20 tháng 9.

#### Bị mất
Đang khi được bảo trì tại xưởng tàu Laksevaag, Bergen, Na Uy, U-228 bị đánh chìm trong một đợt không kích của Không quân Hoàng gia Anh xuống cảng này vào ngày 5 tháng 10, 1944. Xác tàu đắm được trục vớt và sử dụng làm nguồn phụ tùng trong tháng 11, cho đến khi bị lực lượng Anh chiếm vào tháng 5, 1945 và tháo dỡ.